# Международный фестиваль короткометражного кино в Клермон-Ферране
Международный фестиваль короткометражного кино в Клермон-Ферране (фр. Festival International du court metrage Clermont-Ferrand) — один из самых престижных кинофестивалей короткометражного кино в мире. Впервые проводился в 1979 году. Проходит ежегодно в небольшом городе Клермон-Ферран (фр. Clermont-Ferrand) на юге центральной части Франции. Считается, что этот фестиваль также является самым большим в мире рынком короткометражных фильмов.

## История
До создания фестиваля в Клермон-Ферране имели место точечные инициативы. Между 1979 и 1981 годом университетское кинематографическое сообщество Клермон-Феррана (CCUC) организовывало недели короткометражного фильма.
Фестиваль как таковой зародился в 1982 году. Публике были предложены тематические программы. Демонстрация фильмов быстро приобрела широкий размах, фестиваль институционализируется.
Впервые рынок короткометражных фильмов для специалистов был организован в 1986 году, придав фестивалю экономический интерес. В 1988 году фестиваль стал международным.
На сегодняшний день это наиболее значимый в мире фестиваль, посвященный короткометражному фильму. Ассоциация «Sauve qui peut le court metrage» насчитывает сегодня 17 сотрудников. Перевод названия ассоциации, по-французски чуть самоироничного, примерно таков — «Спасайте (спасите, спасём) кто может — короткометражное кино».

## Посещаемость фестиваля
- 1989 год — 28 000 зрителей
- 1995 год — 100 000 зрителей
- 2004 год — 135 000 зрителей
- 2005 год — 130 000 зрителей
- 2006 год — 140 000 зрителей